# Risgårde Bredning
Risgårde Bredning er et ca. 20 km² stort farvand nord for Hvalpsund i Limfjorden. Risgårde Bredning grænser mod Himmerland i øst. Mod vest afgrænses Risgårde Bredning af Salling. Bredningen indsnævres mod syd af Store Rotholms sandflak til Hvalpsunds 1.500 m brede farvand.
56°46′N 9°9′Ø / 56.767°N 9.150°Ø